# Maing
Maing és un municipi francès, situat a la regió dels Alts de França, al departament del Nord. L'any 2006 tenia 3.941 habitants. Limita al nord amb Trith-Saint-Léger, a l'est amb Famars, al sud-est amb Quérénaing, al sud-oest amb Monchaux-sur-Écaillon, a l'oest amb Thiant i al nord-oest amb Prouvy.

## Demografia
| 1962                                       | 1968  | 1975  | 1982  | 1990  | 1999  | 2006  |
| ------------------------------------------ | ----- | ----- | ----- | ----- | ----- | ----- |
| 3.354                                      | 4.244 | 4.483 | 4.445 | 4.183 | 3.845 | 3.941 |
| Des de 1962: població sense dobles comptes |       |       |       |       |       |       |

## Administració
| Període   | Identitat            | Partit |
| --------- | -------------------- | ------ |
| 1945-1978 | Henri Bantegnie      | PCF    |
| 1978-1993 | Gabriel Devemy       | PCF    |
| 1993-1995 | Jean-Claude Laurette | PCF    |
| 1995-     | Philippe Baudrin     | UMP    |